# 施馬爾湖
53°36′58″N 10°42′42″E / 53.6160°N 10.7117°E

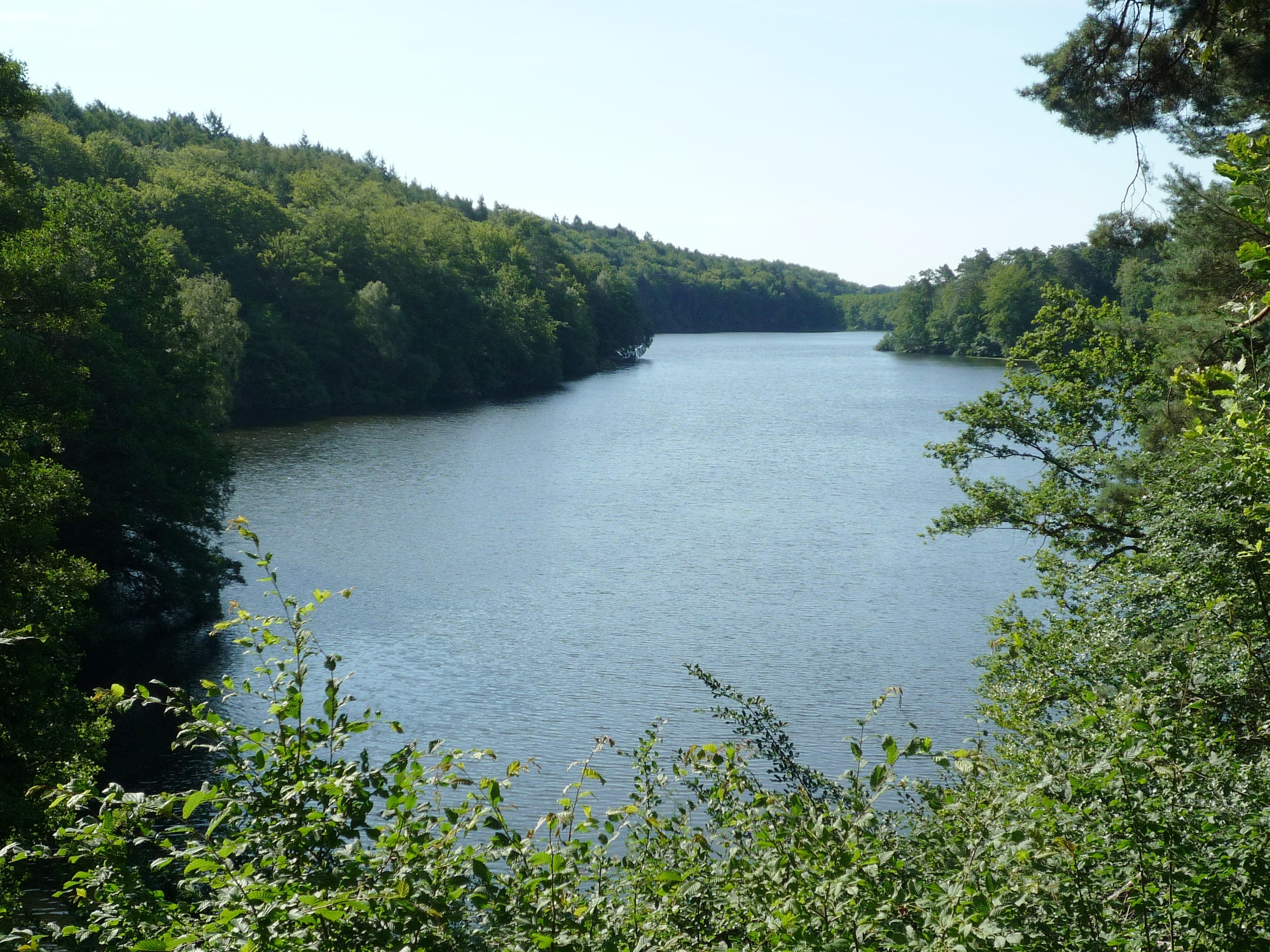

施馬爾湖（德語：Schmalsee），是德國的湖泊，位於該國北部石勒蘇益格-荷爾斯泰因州，由勞恩堡縣負責管轄，面積0.19平方公里，平均水深3.7米，最大水深7.8米，水體容量69萬立方米，湖岸線長度2.5公里。